# Vendel
Vendel er et sogn i det svenske område Uppland. Landsbyen ligger med udsigt over Vendelsjön, hvor floden Vendel løber sammen med Fyris. Kirken blev etableret i 1310. I Vendel lå der i oldtiden en kongsgård som en del af Uppsala öd, et netværk af kongelige ejendomme, der skaffede penge til kongerne af Sverige i middelalderen.
Her er gjort en lang række arkæologiske fund, der har givet navn til vendeltiden i slutningen af jernalderen.

## Kirkegård
I 1881-1883 foretog Hjalmar Stolpe flere udgravninger der afdækkede 14 grave i det sydøstlige hjørne af kirkegården og lige uden for. Adskillige grave indeholdt både og skibe, der var op til 9 m lange, og der var rige gravgaver som samlinger af våben, med fine sværd, hjelme, gryder og kæder, perler, skjolde og værktøj.
Hjelmene fra grav 1, 12 og 14 minder meget om hjelmen fra Sutton Hoo, der er en skibsbegravelse fra begyndelsen af 600-tallet e. Kr. i Suffolk i England. Skjoldet fra grav 12 kan ligeledes sammenlignes med skjoldet fra Sutton Hoo. Bådene fra Vendel blev identificeret af de mange skibsnagler, der blev fundet, samt de mange dyreofringer (primært heste) i gravene. En senere grav, grav 3, indeholdt et vigtigt sæt eletøj til en hest. Disse grave dateres til mellem 500- og 700-tallet.
Ved Husby ved Vendel ligger en stor gravhøj, som i lokal tradition kaldes Ottarshögen (fra Ottar også kendt som Ohthere og hög). Ohthere associeres med personen af samme navn fra Beovulfkvadet. En udgravning i 1917 afslørede rester af en magtfuld mand, der var blevet begravet i højen i begyndelsen af 500-tallet, hvor Ohthere ville have levet. Lignende grave fra nogenlunde samme periode, som associeres med Ohtheres familie, findes i Gamla Uppsala.
Vendel har givet navn til vendeltiden i Skandinaviens jernalder og til den tilhørende stilart, vendelstil. Det er ofte foreslået, at de germanske vandaler eller i det mindste deres konger eller herskere havde forbindelse til Vendel. Det kobles samtidig til en række lignende fund fra Valsgärde i samme område. Den store lighed med den 27 m lange skibsbegravelse i Sutton Hoo viser en direkte sammenhæng mellem rustningerne, der er fundet begge steder. Det er vigtigt for forståelsen af begge fundsteder. Sutton Hoo-begravelsen bliver ofte associeret med kong Rædwald af East Anglia, (regerede ca. 599-624), som i den sene del af sit styre (ca. 616-624) var den mest magtfulde af de angelsaksiske kongeriger.